# かいわれっ!
『かいわれっ!』は、FlyingShineが2006年7月28日に発売したアダルトゲーム。2009年10月30日にはabeliaより『マイくろ 〜オレガワタシデボクガアタシデ〜』（MIND×CROSS）のタイトルでCGを一新され、リニューアル発売された。

## ストーリー
國枝優馬、堀添凛、柴森海音、越中忠文は仲の良い4人組。凛は、旧校舎の一角にある誰にも使われていない園芸部の教室を乗っ取り、「コミュニケーション研究会」の立ち上げを宣言する。ある日、集まった4人で会話をする中、こんな言葉が飛び出した。
「ねえ、入れ替わるなら誰になりたい？」
ふと口を突いて出たその言葉に、軽い気持ちでそれぞれの希望を語る優馬達。しかし、その時、突然大きな力が彼らを襲った。激震のような波動が過ぎ去った後、彼らは自分達に起こった異変に気づく。何と、4人の精神が入れ替わってしまったのだ。果たして4人は無事、元の身体に戻れるのだろうか。

## 登場人物
國枝優真（くにえだ ゆうま）
声：たくま
本作の主人公。真面目で一本気な性格で、誰からも好かれやすいムードメーカー。
堀添凛や柴森海音とは、高校進学前からの知り合いで、特に凛は家も隣同士であり、いわゆる「幼馴染」の関係。年の離れた妹（優実）がいる。
堀添凛（ほりぞえ りん）
声：大空七海
面倒見が良く、前向きで快活な少女。柴森からは「ぞえ」と呼ばれている。「場を盛り上げる事」を自らの使命としている。優真とは口喧嘩も絶えないが、ゲームを借りたりするなど、仲は良い。
明るい性格故かクラスでも目立つ存在だが、そのために周囲からは疎んじられ、女子からは無視される等のいじめを受けている。しかし、「自分は強い人間である」として優真達には相談しておらず、入れ替わりをする事によってその鬱憤を晴らしている節があり、次第に精神を病んでいく。
柴森海音（しばもり かいね）
声：音無区々
通称「しばもー」。極度の人見知りで寡黙だが、凛には懐いており、常に彼女と行動を共にしている。
大概の人間の名前は縮めて呼んでいる（例：堀添凛→ぞえ 等）。一人称は「柴森」。ドライな言動が多い。既に自立している姉が二人いる。
過去にいじめを受けていたが、凛に助けられている。それ故、凛を強く慕っているものの、自分を助けた事でいじめの矛先が凛に向けられてしまったために、彼女に負い目を感じている。
越中忠文（こしなか ただふみ）
声：広末涼
良家の出身で礼儀正しく、その上成績も優秀。
クールな性格故に他人と一線を引きがちだが、友達想いで優真達からの信頼は厚い。天然系な面もある。
精神の入れ替わりに驚きながらも、それをどこか楽しんでいるような節がある。
双子で生まれてくる予定だったが、姉は死産してしまい、忠文だけが生まれてきた。身体は忠文のものでも、心は姉のもの（女性）だという性同一性障害のような状態になっている。優真達と入れ替わりを繰り返していくうちにその事を自覚し始め、自分の身体が男である事に違和感を覚えるようになっていく。
百合川真冬（ゆりかわ まふゆ）
声：みる
優真達のクラスに転入してきた、ぼんやりとした雰囲気の不思議少女。何をするわけでもなく、コミュニケーション研究会に顔を出す事もしばしば。
幼少時の迫害が元で精神が衰弱した状態になっており、自分の身体を譲り渡せる魂を持った人間を探している。園芸部部室での入れ替わり現象のことを知っており、そのために優真達の学校へ転入してきた。
若田部葉子（わかたべ ようこ）
声：風音
優真達の担任教諭で、園芸部（コミュニケーション研究会）の顧問。知識や経験が豊富で、個人的な相談にも乗ってくれるため、生徒達からは結構信頼されている。生徒をからかうのが好き。
優真達の学校の卒業生で、彼らと同じく過去に園芸部の部室を友人達と使用していた際に入れ替わり現象を経験しており、当初は入れ替わりを楽しんでいたが、次第に互いの人格が混ざり合うようになり、部室が入っていた校舎の倒壊によって、結果として葉子だけが生き残ってしまう（実際には他の友人達とは精神が融合している）。そのため、優真達に入れ替わりを続けないよう忠告をするが、彼女の忠告を受け入れるか否かでその後の運命が大きく変化する。
桃井恵子（ももい けいこ）
声：細田なな
優真達のクラスメイトでもある生徒会役員。きつい言動が多く、加えてコミュニケーション研究会の事をあまり快く思っておらず、コミュニケーション研究会に対する言葉は更に辛辣。
事ある毎に優真の事を目の仇にしている。
沢口美晴（さわぐち みはる）
声：本田みか
乙女チックで夢見がちな少女で、桃井の親友。天然な性格で、その言動や行動は周囲を和ませるが、時に引かせてしまう事もある。
1年から在籍していたテニス部を辞めてまでコミュニケーション研究会に入ろうとしていたが、桃井の猛反対を受けて失敗している。

## スタッフ

### かいわれっ!
- 企画・プロデューサー：黒川孝幸
- シナリオ：神堂劾
- 原画・キャラクターデザイン：鮭

### マイくろ
- 原画：YUKIRIN

## 主題歌
『かいわれっ!』も『マイくろ』も同じ曲を使用。
- 主題歌『reflection=relation』 - Marica
- 挿入歌『ボクとキミのこと』 - 月子
- エンディングテーマ『ロマンチスタ』 - Rita